# El Refugio de Agua Zarca
El Refugio de Agua Zarca är en ort i Mexiko.   Den ligger i kommunen Cosío och delstaten Aguascalientes, i den centrala delen av landet, 500 km nordväst om huvudstaden Mexico City. El Refugio de Agua Zarca ligger 1 965 meter över havet och antalet invånare är 894.
Terrängen runt El Refugio de Agua Zarca är platt åt nordost, men åt sydväst är den kuperad. Runt El Refugio de Agua Zarca är det ganska tätbefolkat, med 62 invånare per kvadratkilometer. Närmaste större samhälle är Rincón de Romos, 15,5 km söder om El Refugio de Agua Zarca. Omgivningarna runt El Refugio de Agua Zarca är i huvudsak ett öppet busklandskap.